# Dave Hilton (rugby à XV)
Pour les articles homonymes, voir Dave Hilton et Hilton.
Pas d'image ? Cliquez ici

a Compétitions nationales et continentales officielles uniquement.

b Matchs officiels uniquement.
David Ivor Walter Hilton, ou plus simplement Dave Hilton, né le 3 avril 1970 à Bristol, est un joueur de rugby à XV international écossais évoluant au poste de pilier. Il évolue actuellement dans le club de Bristol Rugby. Il a joué à 42 reprises de 1995 à 2002 avec l'Équipe d'Écosse de rugby à XV. 

## Carrière
Il débute avec le club de Bath Rugby en 1996 avec qui il remporte la Coupe d'Europe de rugby à XV en 1998. Puis il rejoint les Glasgow Warriors en 1999 avant de terminer sa carrière avec le club de sa ville natale, Bristol Rugby, en 2003. Il obtient sa première sélection avec l'équipe d'Écosse le 21 janvier 1995 contre l'Équipe du Canada de rugby à XV. Il joue avec le XV du chardon jusqu'en 2002 et obtient un total de 42 sélections.

## Palmarès
- Vainqueur de la Coupe d'Europe en 1998

## Statistiques en sélection nationale
- 42 sélections
- 5 points (1 essai)
- Sélections par année : 10 en 1995, 8 en 1996, 3 en 1997, 8 en 1998, 9 en 1999, 3 en 2000, 1 en 2002.
- Tournois des cinq/six nations disputés: 1995, 1996, 1997, 1998, 1999, 2000.